# Paul Osborn
Paul Osborn (4 de setembro de 1901 - 12 de maio de 1988) foi um roteirista conhecido pelas adaptações de, entre outros, The Yearling (1946) e East of Eden (1955).